# Lasioglossum laeviventre
Lasioglossum laeviventre là một loài Hymenoptera trong họ Halictidae. Loài này được Pérez mô tả khoa học năm 1905.